# Heliometrinae
Heliometrinae zijn een onderfamilie van de Antedonidae, een familie van haarsterren.

## Geslachten
- Anthometrina Eléaume, Hess & Messing, 2011
- Comatonia A.H. Clark, 1916
- Florometra A.H. Clark, 1913
- Heliometra A.H. Clark, 1907